# Vrede van Amasya

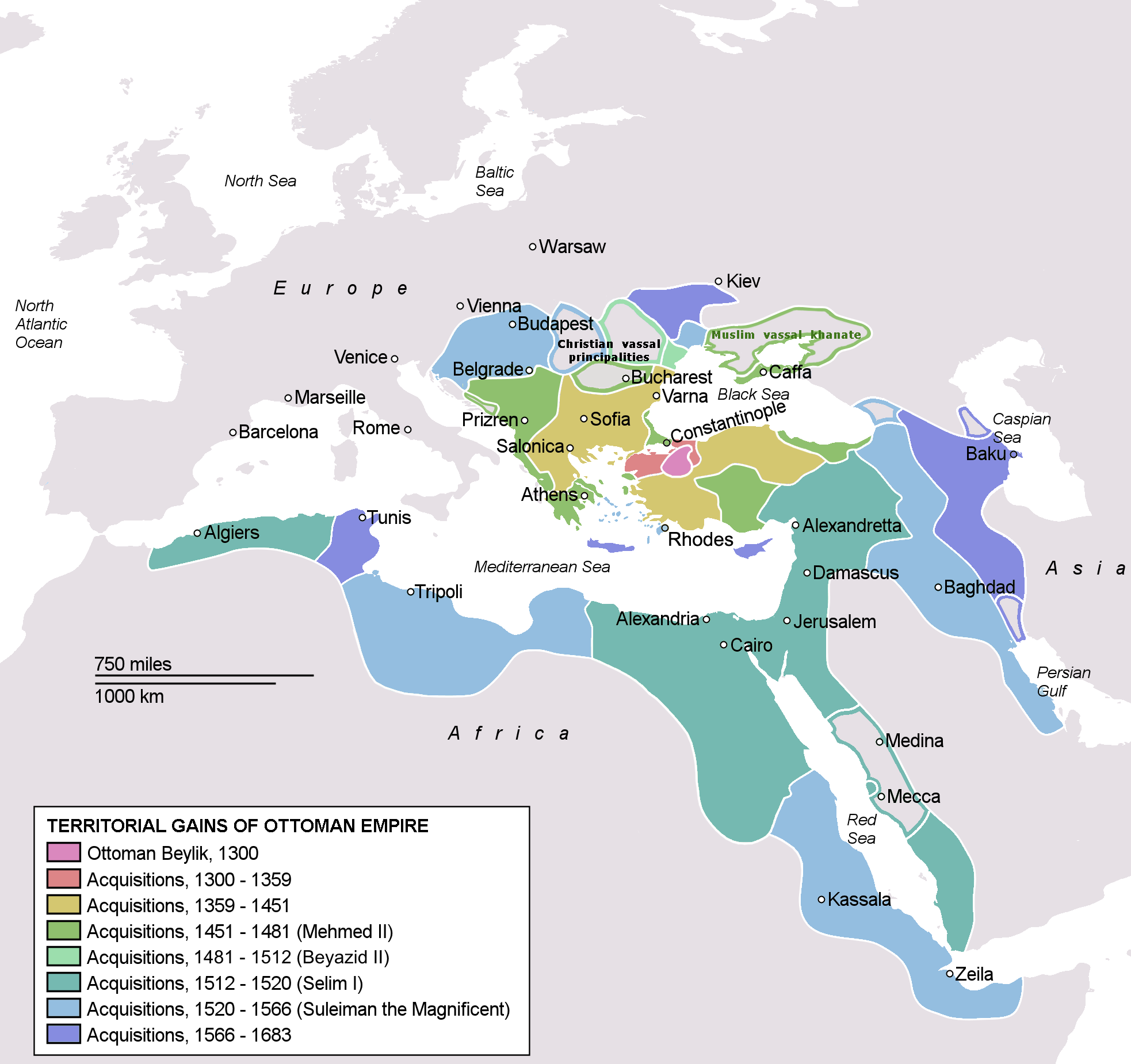
Suleimans verovering in het Ottomaans-Safavidische oorlog verschafte hem toegang tot de Perzische Golf

De Vrede van Amasya (Perzisch: پیمان آماسیه) was een verdrag van 1555 tussen sjah Tahmasp I van Safawidisch Perzië en sultan Suleiman de Grote van het Ottomaanse Rijk in de stad Amasya, na de Ottomaans-Perzische Oorlog van 1532-1555. Het verdrag bepaalde de grens tussen het Perzische Rijk en de Ottomaanse Rijk en werd gevolgd door twintig jaar vrede tussen de twee.
Door dit verdrag werd Armenië gelijk verdeeld tussen de twee. Het Ottomaanse Rijk kreeg het grootste deel van Mesopotamië (Irak) met inbegrip van Bagdad, wat hen toegang verschafte tot de Perzische Golf. In Georgië gebeurde hetzelfde waarbij Kartlië, Kachetië en Oost-Samtsche aan Perzië toevielen en de overige Georgische gebieden aan de Ottomanen.